# غورديوم

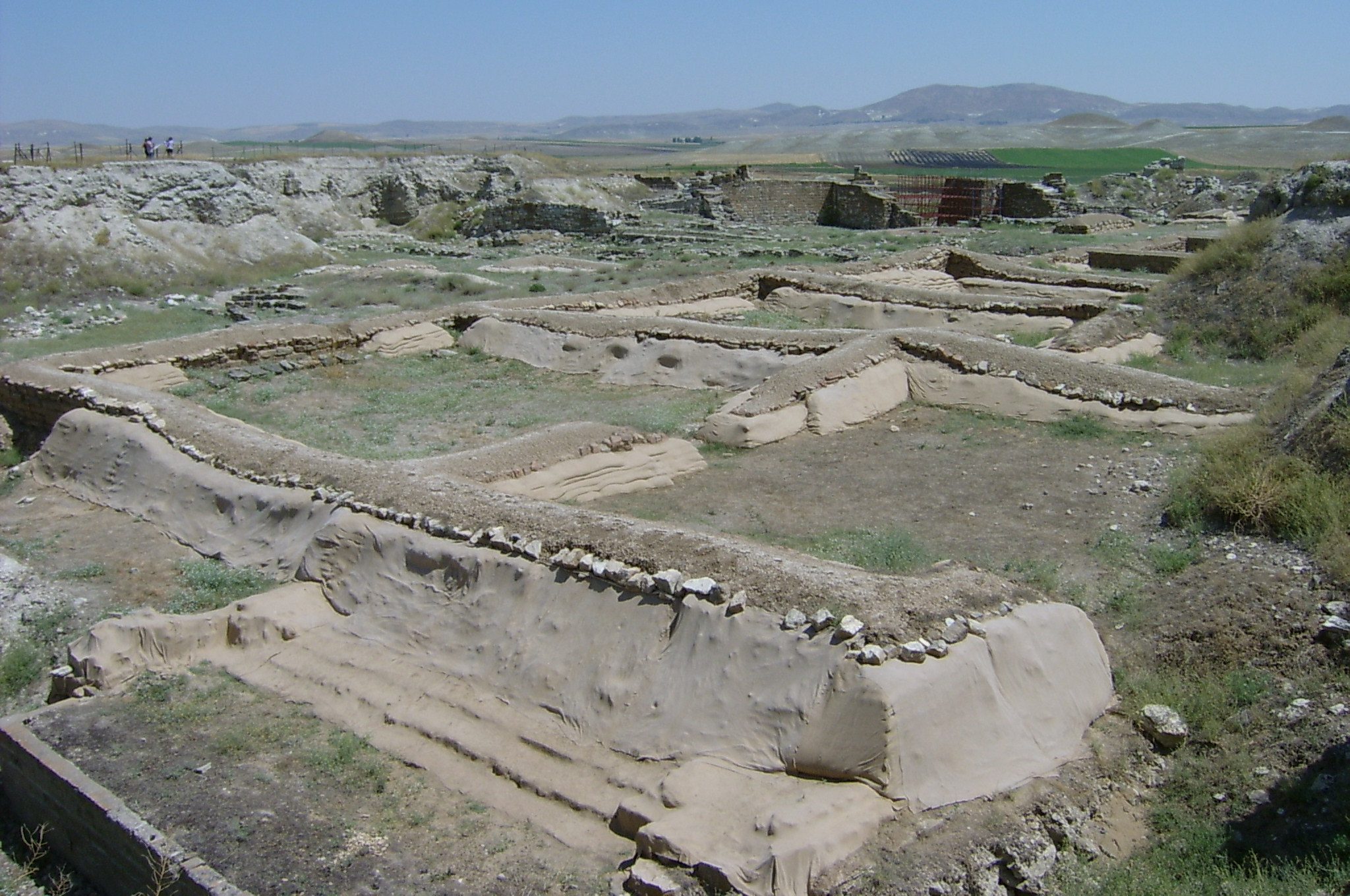
اطلال غورديوم

مدينة في فريجيا تقع على الطريق الملكي من بيسينوس وأنقرة قرب نهر ساكاريا، ووفقا للأسطورة أسسها فلاح فريجي يدعى غورديوس، والذي نصبه الفريجيون ملكا إطاعة لكاهن زيوس بان ينصبوا أول من يأتي إلى المعبد وهو يقود عربة، وبعدها وهب العربة لزيوس، وقال الكاهن انه من يفك العقدة الغوردية (والمصنوعة من لحاء شجر القرانيا والتي ربطت عمودا بنيّر) التي لم ينجح أحد في فكها سيحكم كل آسيا ونجح الإسكندر الأكبر بضربة من سيفه.
تهدمت المدينة عندما غزاها الغال عام 189 قبل الميلاد واختفت من التاريخ. وقام بالحفريات عام 1900 الباحثان الألمانيان غوستاف وألفرد كورته أنه لا توجد آثار مهمة بعد منتصف القرن السادس قبل الميلاد وقت وقوعها في قبضة الفرس.